# Jerzy Treit
Jerzy Treit (ur. 1969 w Opolu, zm. 23 marca 2024))    
polski malarz, rzeźbiarz, historyk sztuki, kurator;  
twórca "Galerii 1" w Lublinie. Uprawiał malarstwo, rysunek, grafikę komputerową i rzeźbę, był także bloggerem, felietonistą i poetą. Był członkiem Stowarzyszenia Pastelistów Polskich. 

## Biografia
Absolwent PLSP im A. Kenara w Zakopanem.  W 1991 roku podjął studia z historii sztuki na Katolickim Uniwersytecie w Lublinie. Założył tam GALERIĘ 1, w której wystawiali tacy artyści jak: Tadeusz Kulisiewicz, Stanisław Rodziński, Rafał Olbiński, czy przyjaciel Picassa – Nejad Devrim. W 1992 roku wyjechał do Paryża na stypendium artystyczne, ufundowane przez amerykańską Fundację Evy Aeppli. Założył Galerię na Prowincji, w okolicach Myślenic, gdzie wystawiali tacy artyści jak profesor ASP w Krakowie, Jacek Sroka i znany kompozytor Jan Kanty Pawluśkiewicz. 
Projektował przedmioty sztuki użytkowej i czerpał swój autorski papier. Swoje teksty publikował m.in. na łamach internetowych Twoich Wiadomości. Jego prace znajdują się w kolekcjach prywatnych na całym świecie: we Francji, Niemczech, Turcji, Belgii, Szwajcarii, USA i w Polsce. Od 2012 roku był członkiem interdyscyplinarnej grupy artystycznej Młodzi Sztuką, działającej przy Związku Polskich Artystów Plastyków Okręg Warszawski. Od 2013 roku był objęty Patronatem Artystycznym/Medialnym – Artistic Guarantee of Art Imperium. 
W marcu 2013 roku, pod Patronatem Art Imperium i we współpracy z Wydawnictwem poecipolscy.pl opublikował swoją pierwszą książkę pt „Zapach cynamonu w pomarańczowej farbie” – autorskie refleksje ilustrowane własnymi obrazami i rysunkami, której premiera odbyła się podczas wernisażu wystawy malarstwa. 
Pełnił funkcję Dyrektora Gminnego Ośrodka Kultury w Pcimiu (od 2003). Współorganizator Międzynarodowych Warsztatów Artystycznych dla młodzieży, artystów i osób niepełnosprawnych „ Otwarte Drzwi”. Twórca galerii ”Na Prowincji”. Artysta mieszka i pracuje we Francji oraz od 2017 roku w Warszawie. Zmarł 23 marca 2024 roku na skutek tragicznego wypadku.

### Ważniejsze wystawy indywidualne
- 2018 Galeria 30 Koszyków (pierwsza akcja sztuki na żywo) Warszawa
- 2017 Galeria "Do widzenia do jutra", Warszawa
- 2015 Galeria Ratuszowa, Nowy Sącz
- 2014 Galeria SD Wilanów / Warszawa
- 2014 Vivid Gallery Wrocław
- 2014 Galeria Schody Warszawa
- 2013 Pogotowie Sztuki, Rabka Zdrój
- 2013 Starter Gallery, Neuilly s/Seine, Paryż
- 2013 Gallery Maison du Colombier, Cremieu, Francja
- 2013 Art Center Fort Sokolnickiego- Warszawa
- 2013 Galeria ST Praga, Warszawa
- 2012 Espace Cameleon, Paryż
- 2012 Galeria BWA Sokół, Nowy Sącz
- 2012 BWA Zakopane
- 2012 Galeria TAB, Warszawa
- 2011 Galeria Zamek, Sucha Beskidzka
- 2009 Galeria Stawki, Warszawa
- 2009 Salon d`Arte, Bourgoin Failleu, Francja
- 2008 Stara Cegielnia, Gallery WM, Myślenice
- 2008 Nivolas Vermelle, Francja
- 2007 Galerie de L` Impasie, Lyon
- 2007 Gallery of modern art, Myślenice
- 2005/2006 Galerie de Elizabeth Couturier, Bourgoin Jallieu, Francja
- 2005 Galerie de Four Banal, Cremieu, Francja
- 2005 Galerie ARCADE, Bourgoin, Jallieu France
- 2004 Galeria W Bramie, Lublin
- 2003 Gallery of modern art, Myślenice
- 2002 Palace of art, Kraków
- 2002 Galeria Hotel Elektor, Kraków
- 2002 Gallery of modern art Myślenice
- 2002 Galeria Atelier, Kraków
- 2001 Salon MBWA, Nowy Sącz
- 2000 Center of Contemporary Art Solvay, Kraków
- 1994 & 1996 Gallery 1, Lublin
- 1993 Galeria Clair, Paryż
- 1993 Galeria A E, Caubert, Francja
- 1992 EXPO Sevilla
- 1992 Gallery 1, Lublin
- 1991 Filharmonia Krakowska